# 牽手吧/歌頌愛
「牽手吧/歌頌愛」為日本歌手絢香於2008年3月5日發行之7th單曲。

## 曲目
1. 牽手吧（手をつなごう）
作詞:絢香/作曲:西尾芳彦・絢香
動畫電影的主題曲。
於2007年11月26日在日本同志社大學的學園祭首次發表[1]。
2. 歌頌愛（愛を歌おう）
作詞:絢香/作曲:西尾芳彦・絢香
高絲「エスプリーク プレシャス」廣告曲[2]、
於2008年2月19日的「GREEN POWER LIVE 2008」首次發表。日本電視台節目「狗狗猩猩大冒險」中使用本曲。
3. 三日月 <2007/12/20 日本武道館 LIVE ver.>
收錄於2007年12月20日在武道館LIVE發表的曲子。
4. 牽手吧（Instumental）
5. 歌頌愛（Instumental）

## 腳註
1. ↑   (HTML). 映画ドラえもん 公式サイト. 藤子·F·不二雄製作公司・小學館・朝日電視台・シンエイ・ADK. 2007-11-30  [2008年1月6日] （日语）.[永久]
2. ↑   (HTML). Neowing.   [2008年1月6日]. （原始内容存档于2010年10月23日） （日语）.

## 收錄專輯
- Sing to the Sky（#1,#2）
- First Message（#3（普通音源））
- ayaka's History 2006-2009（#1〜#3・（#3為普通音源・全在Disc1））